# Jon Gibson
Jon Charles Gibson (* 11. März 1940 in Los Angeles; † 12. Oktober 2020 in Springfield, Massachusetts) war ein Klarinettist, Saxophonist, Flötist und Komponist, der vor allem im Bereich der Minimal Music hervorgetreten ist.

## Leben und Wirken
Gibson studierte an der Sacramento State University und bei Henry Onderdonk und Wayne Peterson an der San Francisco State University, wo er 1964 mit dem Bachelor abschloss. Dann arbeitete er im New Music Ensemble der University of California, Davis mit Larry Austin. 
Als Musiker war er an der Uraufführung von Terry Rileys In C beteiligt. Die  Komposition Reed Phase (1967) schrieb der Komponist Steve Reich für Gibson, der sich bereits seit 1963 mit der Zirkularatmung beschäftigte (es entstand noch vor den Phasenverschiebungsstücken für Piano und Violine). Ebenso wirkte er an der Uraufführung und ersten Einspielung von Reichs Stücken Four Log Drums (1969), Phase Patterns (1970) sowie Drumming (1971) mit. Anfang der 1970er Jahre gehörte er zum Improvisationsensemble Musica Elettronica Viva, wo er Werke von Alvin Curran und Frederic Rzewski aufführte. Später gehörte er zum Ensemble von Philip Glass. Auch interpretierte er Kompositionen von Christian Wolff, David Behrman, Harold Budd oder Terry Jennings (mit La Monte Young).
Gibson schrieb zudem eigene, häufig semi-aleatorische Kompositionen, die er teilweise selbst interpretierte und auf Tonträgern veröffentlichte; aber auch das S.E.M. Ensemble unter Petr Kotík und Thomas Buckner spielten seine akustischen Werke ein.

## Diskographische Hinweise
- Criss X Cross (Tzadik 1979)
- In Good Company (Point Music 1992)
- The Dance (Orange Mountain Music 2009)